# Pierce (Idaho)
Pierce es una ciudad ubicada en el condado de Clearwater en el estado estadounidense de Idaho. En el Censo de 2010 tenía una población de 508 habitantes y una densidad poblacional de 238,32 personas por km².

## Geografía
Pierce se encuentra ubicada en las coordenadas 46°29′35″N 115°47′59″O / 46.49306, -115.79972. Según la Oficina del Censo de los Estados Unidos, Pierce tiene una superficie total de 2.13 km², de la cual 2.13 km² corresponden a tierra firme y (0%) 0 km² es agua.

## Demografía
Según el censo de 2010, había 508 personas residiendo en Pierce. La densidad de población era de 238,32 hab./km². De los 508 habitantes, Pierce estaba compuesto por el 94.29% blancos, el 0% eran afroamericanos, el 1.77% eran amerindios, el 0.2% eran asiáticos, el 0% eran isleños del Pacífico, el 1.77% eran de otras razas y el 1.97% pertenecían a dos o más razas. Del total de la población el 3.15% eran hispanos o latinos de cualquier raza.